# Los monstruos
Los monstruos (français : Cherchez l'horreur) est une bande dessinée espagnole illustrée par Francisco Ibáñez, appartenant à la franchise Mortadel et Filémon, éditée en 1973 (septembre 1985 en France sous le nom de Futt et Fill).

## Synopsis
Le professeur Bacterio a inventé un appareil qui permet de donner vie à des personnages littéraires. Il suffit d'insérer le livre correspondant pour que les personnages de ce livre s'animent. Pour l'essayer, il a inséré un livre de Blanche-Neige ; mais quelqu'un avait changé les pages intérieures pour l'histoire des monstres, et c'est ainsi que sont nés les monstres qui parcourent aujourd'hui la ville (le monstre de Frankenstein, le loup-garou, Dracula, la momie...). Mortadel et Filémon doivent capturer ces monstres.

## Inspirations
À la p. 36, un clin d'œil est adressé à Jordi Bayona, rédacteur en chef de la revue Mortadelo, qui est pris pour « la bête poilue » en raison de ses cheveux longs et de son bouc. Une allusion désobligeante aux Beatles est également faite à la p. 43. À la fin de la bande dessinée, le cerveau du complot déclare que tout se serait bien passé « si ces types n'étaient pas intervenus ». Cette phrase, ainsi que le fait que les ennemis s'avèrent être des criminels déguisés en monstres, rappelle la série d'animation Scooby-Doo.